# 北海道新聞俳句賞
北海道新聞俳句賞（ほっかいどうしんぶんはいくしょう）は、日本の俳句賞。道新俳句賞とも呼ばれる。
北海道新聞社が主催している。応募資格は原則として北海道内在住者としていたが、2019年（平成31年）の第35回より道内に3年以上居住したことのある人も含むようになった。
1985年（昭和60年）までは小説・評論・詩・短歌・俳句が対象となっており、1986年（昭和61年）より短歌は北海道新聞短歌賞、俳句は北海道新聞俳句賞として独立して表彰されるようになった。
対象は句集、または３００句からなる作品集。

## 選考委員
- 櫂未知子（俳人）
- 永野照子（俳人）
- 橋本喜夫（俳人）
- 安田豆作（俳人）[1]

## 過去の受賞者
※出典
- 第1回（1986年）

「悪友」金谷信夫
- 第2回（1987年）

「花野星」阿部慧月
- 第3回（1988年）

「海」松井満沙志
- 第4回（1989年）

「樫」笠松久子
- 第5回（1990年）

「遥か」永田耕一郎
- 第6回（1991年）

「風の音」岡澤康司
- 第7回（1992年）

「松橋英三全句集」松橋英三
佳作「雪ほとけ」橋本末子
- 第8回（1993年）

「黄冠」鈴木光彦
- 第9回（1994年）

「冬麗」木村照子
- 第10回（1995年）

「円周率」河草之介
佳作「秋扇」岩間勢津女
- 第11回（1996年）

「忘筌」高橋逓火
- 第12回（1997年）

「生年月日」藤谷和子
- 第13回（1998年）

「心音」飯野遊汀子
- 第14回（1999年）

「雪解川」松倉ゆずる
佳作「紬」椎名智恵子
- 第15回（2000年）

「薔薇窓」小田幸子
- 第16回（2001年）

該当作なし
- 第17回（2002年）

「荒川楓谷全句集」荒川楓谷
- 第18回（2003年）

「潮騒」後藤軒太郎
佳作「初紅葉」三國矢恵子
- 第19回（2004年）

「桃の世」永野照子
- 第20回（2005年）

「梨の花」金箱戈止夫
- 第21回（2006年）

「花曜」清水道子
- 第22回（2007年）

佳作「夢の半ば」佐藤尚輔
- 第23回（2008年）

「青韻」久保田哲子
- 第24回（2009年）

該当作なし
- 第25回（2010年）

「道」谷口亜岐夫
- 第26回（2011年）

「六合」深谷雄大
- 第27回（2012年）

「在地」鈴木八駛郎
- 第28回（2013年）

佳作「弦楽」藤倉榮子
同「無量」五十嵐秀彦
- 第29回（2014年）

「肋木」杉野一博
- 第30回（2015年）

「冬の象」粥川青猿
- 第31回（2016年）

佳作「白玉」檜垣桂子
- 第32回（2017年）

佳作「告白」瀬戸優理子
- 第33回（2018年）

「雪晴風」斎藤信義
佳作「もういいかい」浅井通江
- 第34回（2019年）

「にれかめる」鈴木牛後
- 第35回（2020年）

「潛伏期」橋本喜夫
- 第36回（2021年）

佳作「露浄土」（作品集）生出紅南
同「黙契」（作品集）齊藤まさし
- 第37回（2022年）

「微熱」鈴木総史
佳作「禁句」（作品集）藤田鹿
- 第38回（2023年）

「羽のかろさ」名取光恵
- 第39回（2024年）

「木賊抄」中西亮太
佳作「未完」（作品集）籬朱子